# بودنشت
بودنشت (به آلمانی: Böddenstedt) یک منطقهٔ مسکونی در آلمان است که در زودربورگ واقع شده‌است. بودنشت ۵۳۵ نفر جمعیت دارد.